# 4호 돌격포
4호 돌격포(독일어: Sturmgeschütz IV)는 2차 세계 대전당시 나치 독일이 사용 하던 돌격포로, 독일의 4호 전차를 생산했던 회사 크루프 사(Krupp)에서 돌격포를 보충하려는 의도로 생산되었다. 그러나 1943년 11월에 3호 돌격포를 생산하던 회사 알켓(Alkett)의 공장이 폭격당함으로써 3호 돌격포의 생산이 현저히 줄어들었음으로, 4호 돌격포는 3호 돌격포를 개량하거나 강화하는 의미로 생산된 것이 아니라, 단순히 알켓의 생산 부족을 보충하기 위한 임시방편으로 4호 전차의 차체에 3호 돌격포의 상부장갑과 75mm주포를 탑재한 돌격포이다. 이후에 4호 돌격포는 약 1,140 대가량 생산되어서 종전까지 사용되었다.
- 시차 설계: 4호 전차를 돌격포로 만들기 위한 첫 번째 시도는 1943년 2월, 크룹 설계도 W1468에 처음으로 나타난다. 이때 당시에는 4호전차의 차대 9번 위에 3호 돌격포 F형의 상부를 탑재하고, 앞부분은 경사 장갑판을 채용한 설계였으나, 설계상 28.26톤으로 너무 무거워졌기 때문에 중량초과로 4호 돌격포의 생산은 일단 계획단계에서 무산되었다.

- 2차 계획: 1943년 8월 19일-22일의 회의에서 히틀러는 쿠르스크 전투의 결과보고를 검토하였다. 이 보고에서 히틀러는 포탑이 없는 3호 돌격포가 상황에 따라서는 4호 전차보다 우수한 경우가 있다는 점을 발견하고 4호 전차를 전부 구축전차로 바꿀 계획을 하게 되었다. 이때 4호 구축전차는 판터 전차에 탑재된 7.5cm L70포를 탑재할 것으로 결정되었다. 또 하나의 전차 생산회사 포막(Vomag)은 4호 구축전차의 프로토타입을 Panzerjager IV를 만들어서 1943년 10월 20일 히틀러에게 시선하였다. 생산형에서는 Jagdpanzer IV F형으로 불리는 이 구축전차는 판터 전차의 주포의 부족으로 3호 돌격포와 4호 전차에 탑재된 75mm L48포를 탑재하고 있었다. 포막사의 4호 구축전차가 이미 생산단계에 들어가 있었기에 4호 돌격포의 생산이 진행될 이유가 전혀 없었지만, 3호 돌격포 공장의 폭격에 의해서 긴급하게 생산을 보충 할 수 있는 방안을 찾게 되면서 4호 돌격포 생산의 문이 열리게 되었다.

- 4호 돌격포의 생산: 1943년 11월, 3호 돌격포의 주 생산회사 알켓(Alkett)이 폭격당함으로써 10월 한 달 간 255대의 생산량이 12월에는 24대로 10% 미만으로 줄어들게 되었다. 히틀러는 1943년 12월 6-7일의 회의에서 4호 전차의 차대에 3호 돌격포의 포와 상부구조물을 탑재하는 아이디어에 적극적인 흥미를 보인다. 포막(Vomag)社의 4호 구축전차보다 크룹(Krupp)社의 4호 돌격포가 더 신속하게 생산될 수 있었기 때문이다. 이전에 무산된 계획과는 달리, 이번에는 3호 돌격포 G형의 상부 구조물을 4호 전차 7번 차체에 탑재하고, 운전병을 위한 상자형 장갑 구조물을 설치하게 되었다. 전투 중량은 23000kg으로 아이러니하게도 3호 돌격포의 23900kg 보다 약 1톤가량 가볍게 되었다. 단 10일 후인 12월 16-17일 회의에서 크룹(Krupp)社는 4호 돌격포를 히틀러에게 시재하고 히틀러는 바로 생산시작을 승인하였다. 저하된 3호 돌격포의 생산을 보충하기 위해 4호 돌격포의 생산이 우선적인 지원을 받게되었다. 1943년 12월부터 1945년 5월까지 크룹사는 1108대의 4호 돌격포를 생산하고 추가로 전투로 파손되어 공장으로 되돌아온 4호 전차 31대를 4호 돌격포로 개조하였다. 전쟁 초기부터 9000대 이상 생산된 3호 돌격포에 비해서는 비교적 적은 숫자였으나 독일이 가장 위급했던 44년 말 ~ 45년에 3호 돌격포를 보충하여 종전까지 전투를 계속하였다. 4호 돌격포는 주로 보병사단에 배치되었다. 차장이 좌측 후방, 조준병이 후방중앙, 장탄수가 우측 후방, 운전병이 좌측 전방에 위치, 총 4명이 탑승하였다.